# Blåhøl
Blåhøl er den mindst kendte af de store kilder i Rold Skov, til trods for at den er en af Danmarks og Nordeuropas vandrigeste (ca. 150 l/s). Kilden ligger utilgængeligt i Lindenborg Ådal ikke langt fra den fredede egeskov Skindbjerglund, men kan være svær at finde.
Blåhøl er en typisk bassinkilde, den er meget stor og blå, deraf navnet Blåhøl; "det blå hul".